# Митчем, Констанс
Дама Констанс Виола Митчем (англ. Constance Viola Mitcham, обычно сокращают до Constance V. Mitcham; родилась в 1947 году) — политик и юрист Сент-Китса и Невиса. Она стала первой женщиной, избранной в Национальное собрание (ассамблею) этой страны. Она также была первой женщиной, исполнявшей обязанности премьер-министра страны.

## Биография
Констанс В. Митчем родилась в Сэнди-Пойнт-Таун и закончила среднюю школу на Сент-Китсе. Она продолжила свое образование в Англии, получив степень бакалавра права в Кингстонском университете в 1971 году. В следующем году Митчем завершила юридическое образование в колледже Миддл-Темпл и была принята в коллегию адвокатов Англии и Уэльса. 
В 1972 году по возвращении на Карибы ее пригласили в адвокатуру Сент-Китса и Невиса, Ангильи, Британских Виргинских островов и Антигуа. Митчем также стала регистратором Высокого суда, главной мировой судьей и наблюдателем за выборами на Британских Виргинских островах, президентом ассоциации адвокатов Сент-Китса и Невиса и старшей мировой судьей Сент-Китса. В 1982 году Митчем входилf в состав переговорной группы по вопросу независимости Сент-Китса от Великобритании.
Она была избрана в Национальную ассамблею Сент-Китса и Невиса в 1984 году как член партии Движение народного действия и занимала пост министра здравоохранения, по делам женщин и труда до 1995 года, когда ушла из политики.
Митчем является основателем и руководителем юридической фирмы Mitcham and Benjamin. Она также выступала Чрезвычайным и Полномочным Послом и специальным советником премьер-министра Сент-Китса и Невиса Тимоти Харриса.